# KZ Oberndorf
Das Konzentrationslager Oberndorf befand sich im Saale-Holzland-Kreis zwischen den Orten Bad Klosterlausnitz, Tautenhain, Rüdersdorf und Oberndorf. Es war ein Außenlager des Konzentrationslagers Buchenwald. Zwischen dem 19. November 1944 und dem 18. Februar 1945 wurden KZ-Häftlinge aus diesem Lager zur Zwangsarbeit in der Luftmunitionsanstalt Oberndorf eingesetzt.

## Entstehung des Lagers
Auf einem etwa 250 ha großen Areal wurde im Auftrag der deutschen Luftwaffe ab 1934 die Luftmunitionsanstalt Oberndorf (auch Luftmunitionsanstalt 5/IV) errichtet. 1935 konnte sie in Betrieb genommen werden. Zweck dieser Anlage war, wie bei allen vergleichbaren Luftmunitionsanstalten, die Fertigstellung von Abwurfmunition für die Luftwaffe (Splitter-, Spreng- und Zeitzünderbomben). Hierbei wurden in der Munitionsanstalt (kurz Muna) die Zünder in die angelieferten Bomben eingesetzt und diese bis zu einer Anforderung zwischengelagert. Für den An- und Abtransport der Munition bestand ein gesonderter Gleisanschluss an das Netz der Deutschen Reichsbahn. Gleichzeitig wurden für die Arbeit in der Muna Entschärfungstrupps ausgebildet.
Im Laufe des Krieges vergrößerte sich der Arbeitskräftemangel in der Muna bei gleichzeitig steigendem Munitionsbedarf. Aus diesem Grunde wurden KZ-Häftlinge aus Buchenwald als „kostengünstige“ Arbeitskräfte angefordert. Diese wurden eingesetzt, um noch nicht bezünderte Bomben auf Holzschlitten von der Bahnstation zu den Munitionsarbeitshäusern der Muna zu transportieren. Im Anschluss wurden die scharfen Bomben entweder in oberirdischen erdgedeckten Bunkern zwischengelagert oder auf Eisenbahnwagons verladen. Neben dieser Aufgabe gehörte die Entschärfung von Blindgängern zu den Aufgaben der Häftlinge. Außerdem errichteten sie Betonpfeiler und bauten Wege.
Die ersten 92 männlichen Häftlinge erreichten Oberndorf am 16. November 1944, weitere acht folgten wenige Tage später. Die Häftlinge besaßen unterschiedliche Nationalitäten. Neben Deutschen mussten Polen, Franzosen, Tschechen, Russen, Serben und Italiener in der Muna arbeiten.
Im Lager arbeiteten Anfang Januar 1945 200 Häftlinge. Ihre Zahl halbierte sich Anfang Februar auf 100, die dann bis zum Monatsende auf 3 Häftlinge sank.

## Gerüchte über das Lager
Die Luftmunitionsanstalt Oberndorf hatte in den Nachbardörfern den Ruf, eine Schokoladen- oder Marmeladenfabrik zu sein. Das dort arbeitende Personal wurde verpflichtet, kein Wort über seine Arbeit zu verlieren. Die Häftlinge durften keinerlei Kontakt zur Außenwelt unterhalten. Da die Arbeiter tagtäglich mit dem süßlich riechenden Sprengstoff in Kontakt kamen und ihre Kleidung den Geruch aufnahm, entstand in der Umgebung des Werkes das Gerücht, die Muna produziere Schokolade oder Marmelade.

## Häftlingssituation
Die Häftlinge lebten in kleinen Holzbaracken, über deren Anzahl in der Literatur Unklarheit herrscht. Sie wurden in kürzester Zeit errichtet. Die Munitionsanstalt verfügte über zwei Küchen, eine für das Wachpersonal und eine andere, die „Obere Küche“ für die Zwangsarbeiter. Der Werksbereich war komplett umzäunt. Zusätzlich existierte ein zweiter Zaun um den Bereich der KZ-Häftlinge. Scheinwerfer in den die Baracken umgebenden Bäumen leuchteten den Häftlingsbereich nachts aus.
Es liegen zahlreiche Berichte über Fluchtversuche vor, die durch den Einsatz von Hunden stets vereitelt wurden. Als Strafmaßnahme ließ man sie im strengen Winter zur Jahreswende 1944/45 erfrieren. Vermutlich wurden die Leichen in der Umgebung des Lagers verscharrt. Mehrere Funde menschlicher Überreste lassen dies vermuten.

## Das Ende des Lagers
Kurz vor dem Einmarsch der Alliierten wurden die KZ-Häftlinge nach Buchenwald abtransportiert. Hierüber existieren unterschiedliche Informationen. Eine Quelle berichtet von zwei Todesmärschen, die Anfang und Ende Februar stattgefunden haben, eine andere spricht davon, dass ab dem 18. Februar 1945 Gefangene auf zwei unterschiedlichen Wegen deportiert wurden. Der Marsch nach Buchenwald, über dessen Ende allerdings keine Angaben vorliegen, hat ungefähr 15 Tage gedauert. Augenzeugen berichteten von zahlreichen erschöpften Häftlingen, die am Straßenrand von ihren Bewachern erschossen wurden.
Am 13. April 1945 wurde die Munitionsanstalt von US-Truppen kampflos übernommen. Bereits am 11. Mai 1945 begannen die Soldaten damit, die Munitionsbestände zu sprengen. Aufgrund ausgelöster Waldbrände und Schäden durch die entstandenen Druckwellen wurde dies jedoch gestoppt. Nach der Übergabe Thüringens an die Rote Armee setzten sowjetische Truppen die Sprengungen ab dem 2. Juli 1945 fort, die bis 1946 dauerten. Hierbei kam es aufgrund der Druckwellen zu großen Schäden, die selbst noch im Stadtgebiet von Gera auftraten. Bombentrichter mit einem Durchmesser von 50 m sind heute noch erkennbar.

## Heutige Situation
Nachdem das 250 ha große Gelände ab 1956 von der Nationalen Volksarmee zu Schießübungen genutzt wurde, richtete man inzwischen in den Gebäuden der ehemaligen Munitionsfabrik ein Jugendheim und eine Diskothek ein. Im früheren Eingangsbereich befindet sich heute ein Jugendwaldheim. Ein Teilbereich wurde zu einem Schutzgebiet. Bis heute erinnert weder eine Gedenkstätte noch eine Erinnerungstafel an das frühere Konzentrationslager und das Schicksal der KZ-Häftlinge. Die Gebäudereste des früheren Konzentrationslagers wurden vor ein paar Jahren abgerissen. Heute befindet sich an der Stelle ein Regenrückhaltebecken.